# Piazza Ala-Too
La piazza Ala-Too (in russo площадь Ала-Тоо?, ploščad' Ala-Too; in kirghiso Ала-Тоо аянты?, Ala-Too ayantı) è la piazza centrale della città di Biškek, capitale del Kirghizistan.

## Descrizione
Il vasto spazio aperto nel centro di Biškek ha una forma rettangolare i cui lati misurano 130 e 300 m (area di 39000 m²). La parte settentrionale è attraversata dalla via Čuj, mentre quella meridionale è delimitata dalla strada Kiev. Gli edifici amministrativi, tra cui la Casa Bianca di Biškek, si trovano a pochi passi dalla piazza o vi si affacciano (cfr. l'ufficio del pubblico ministero), ma non sono situati all'interno di quest'ultima.
La piazza ospita prevalentemente opere e costruzioni dedicati al patrimonio culturale kirghiso, come il museo statale di storia e le statue dedicate allo scrittore Čyngyz Ajtmatov e all'eroe del popolo kirghiso Manas. A pochi passi dalla scultura dedicata a Manas vi è un'asta alta 45 m che sorregge una bandiera dalle dimensioni di 10 × 15 m (area di 150 m²).
L'intero spazio è adornato da fontane i cui giochi d'acqua, durante i mesi estivi, sono illuminati da luci colorate. Le aiuole sono disposte in maniera tale da ricreare i motivi decorativi tradizionali kirghisi (i.e. "šyrdak"): questi ultimi risultano particolarmente evidenti se visti dall'alto.

## Storia

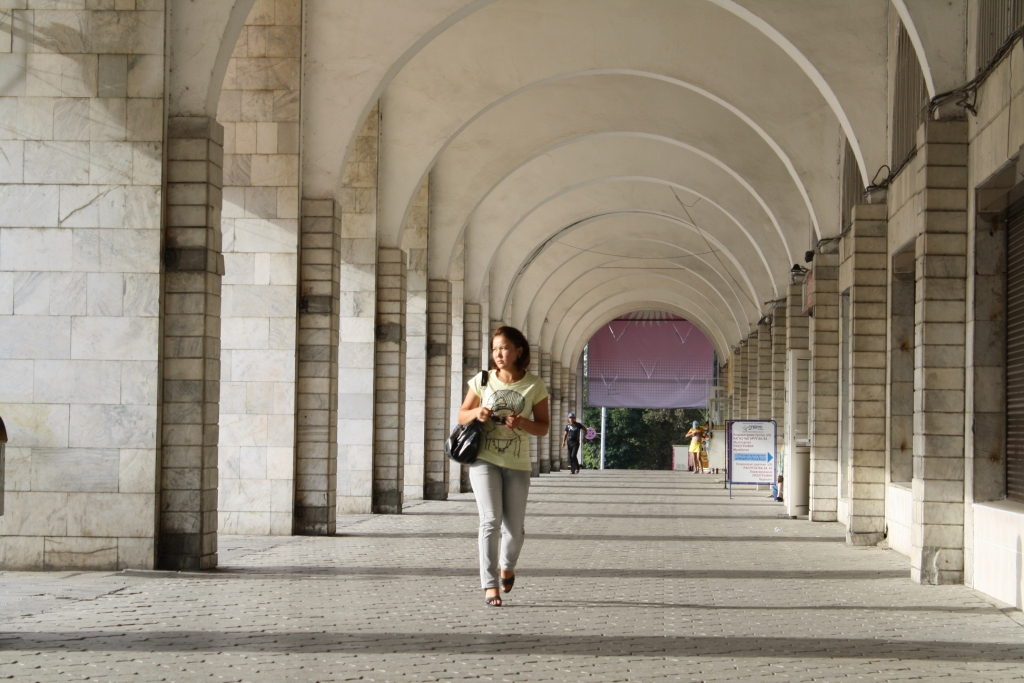
La metà meridionale della piazza è delimitata da edifici dotati di portici, sui quali si affacciano negozi e ristoranti.

La piazza Ala-Too comparve per la prima volta nel 1979, nei piani urbanistici di Biškek, all'epoca nota con il nome di Frunze. La città si stava espandendo verso occidente e, pertanto, si avvertiva il bisogno di creare una piazza centrale che fosse più grande di quella già esistente, che occupava l'area dell'odierna sede del ministero della cultura. Delimitata dalle strade Kiev, Puškin, Razzakov e Panfilov, la "piazza Lenin" (in russo площадь Ленина?, ploščad' Lenina) venne realizzata nel 1984, in tempo per le celebrazioni del 60º anniversario della Repubblica socialista sovietica kirghisa; la sua inaugurazione venne inoltre fatta coincidere con l'innalzamento di una statua dedicata a Lenin.
Nel 1991 il Consiglio supremo del Kirghizistan decise di rinominare la città Biškek e, con essa, anche innumerevoli vie e altri spazi pubblici. Fu così che alla piazza Lenin venne affibbiato il nome di "Ala-Too", un riferimento alla catena montuosa dell'Ala-Too kirghiso. La statua di Lenin venne sostituita solo nel 2004, quando fu eretta al suo posto l'Erkindik (in kirg. Эркиндик?), ossia la scultura di una donna alata, simbolo della libertà. Dal 2011 in poi, a decorare la piazza Ala-Too è la statua di Manas, l'eroe nazionale del popolo kirghiso.
La piazza Ala-Too, negli anni novanta, non era mai stata teatro di eventi turbolenti. A causa dell'instabilità economica che aveva seguito la disgregazione dell'Unione Sovietica, il bene pubblico creato negli anni ottanta non era stato adeguatamente mantenuto dal nuovo governo kirghiso e, pertanto, mostrava segni di degrado come piastrelle incrinate e fontane senz'acqua.
La vita pubblica tornò a caratterizzare questo spazio con l'inizio del nuovo secolo: la piazza venne scelta per raduni di natura religiosa quali le celebrazioni della conclusione del Ramadan (in kirghiso: Орозо-айт?, Orozo-ajt) e il sacrificio di Ismaele (Курман-айт?, Kurman-ajt); essa venne, inoltre, identificata come il luogo ideale dove i cittadini potessero esprimere il proprio malcontento politico.

### Rivoluzione dei tulipani (2005)
La prima rivoluzione che ebbe luogo in Kirghizistan dopo la dissoluzione dell'Unione Sovietica, conclusasi con le dimissioni del presidente Askar Akaev e la salita al potere di Kurmanbek Bakiev, è nota con il nome di "rivoluzione dei tulipani".
Il 24 marzo 2005, circa 10 000 manifestanti si radunarono nella piazza Ala-Too, con fiori, cartelli e foulard colorati in segno di pacifica protesta. Vi fu uno scontro tra questi ultimi e le forze dell'ordine, ma ciò non impedì a un gruppo di uomini di riuscire ad entrare nella Casa Bianca di Biškek, a pochi passi dalla piazza centrale.

### Rivoluzione del 2010

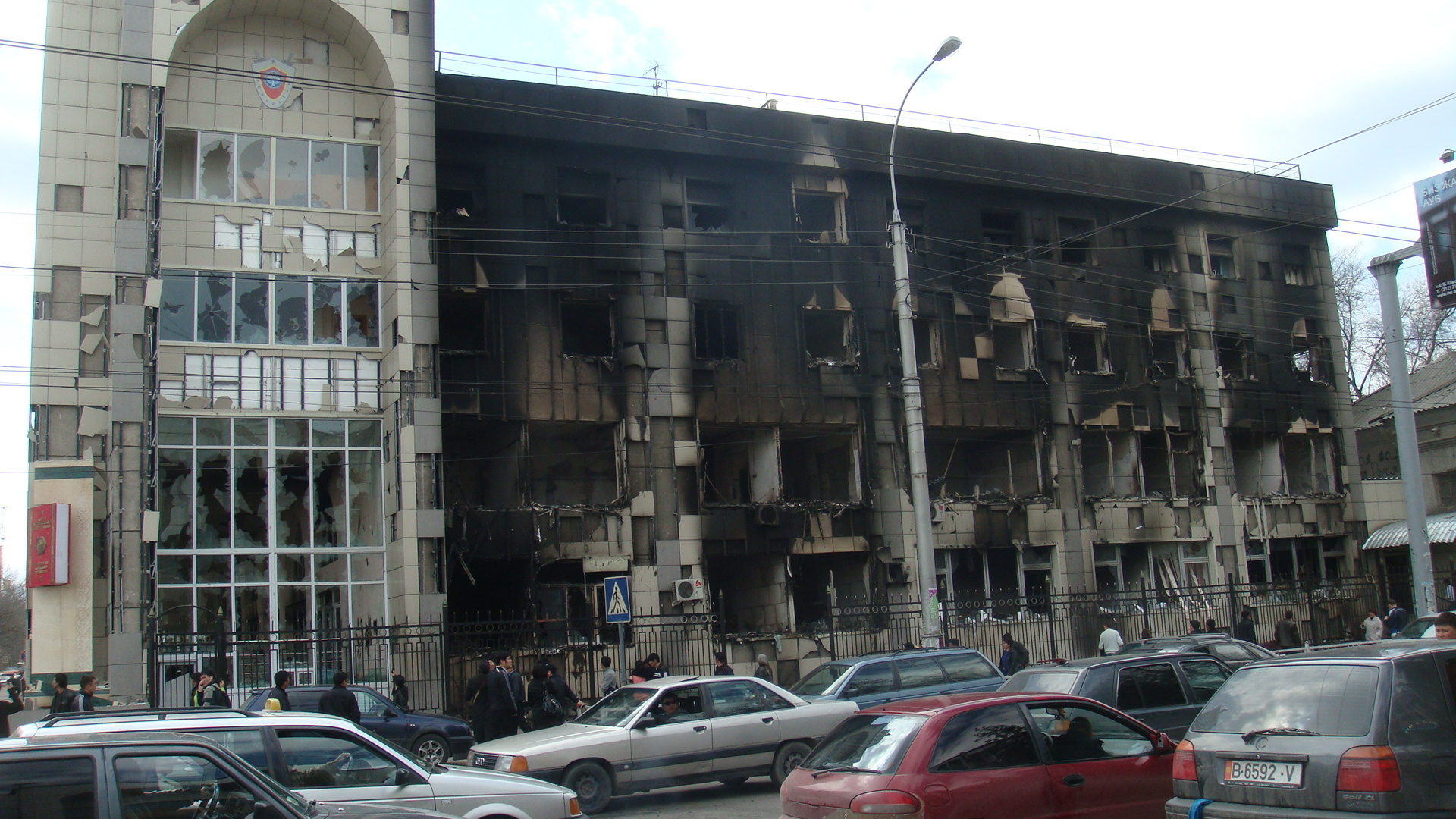
La facciata incenerita dell'ufficio del pubblico ministero, andato a fuoco durante le proteste del 2010

La rivoluzione del 2010 fu segnata dall'opposizione tra il governo di Bakiev e i manifestanti, appoggiati da figure di spicco quali Roza Otunbaeva e Almazbek Atambaev del partito socialdemocratico del Kirghizistan.
Il 7 aprile 2010 tra i 3 000 e i 5 000 manifestanti si riunirono nella piazza Ala-Too e di fronte alla Casa Bianca. Sotto ordine del presidente Bakiev, le forze armate kirghise cercarono di reprimere la rivolta con spari e granate stordenti. Durante questo scontro, persero la vita più di quaranta persone.
Uno degli edifici che si affaccia sulla piazza, l'ufficio del pubblico ministero, venne messo a fuoco durante le proteste; in seguito alla rivoluzione, venne installata un'impalcatura intorno all'edificio, celandone così la facciata incenerita. L'edificio non è ancora stato restaurato.

### Proteste del 2020
In segno di protesta nei confronti del governo del presidente Sooronbay Jeenbekov, dai 2 000 ai 5 000 manifestanti si radunarono nuovamente nella piazza Ala-Too. Nella notte del 5 ottobre 2020, le autorità tentarono di sgombrarla utilizzando gas lacrimogeno e cannoni ad acqua. La reazione da parte dei dimostranti fu quella di recuperare rocce e mattoni dalle strade limitrofe e lanciarle contro le forze dell'ordine: in questo modo furono in grado di ferire due poliziotti.
Nel primo mattino del 6 ottobre, i manifestanti riuscirono a ottenere nuovamente il controllo della piazza e a penetrare nella Casa Bianca. Tale protesta costò la vita a un giovane kirghiso, mentre altre 590 persone ne rimasero ferite. Gli eventi si conclusero circa dieci giorni più tardi, con l'inizio del governo Japarov.